# Otto Heinrich Engel

Otto Heinrich Engel

Otto Heinrich Engel (* 27. Dezember 1866 in Erbach im Odenwald; † 30. Januar 1949 in Glücksburg) war ein deutscher Kunstmaler.

## Leben
Otto Heinrich Engel wurde am 27. Dezember 1866 in der kleinen Gemeinde Erbach im Odenwald, die damals noch zum Großherzogtum Hessen gehörte, geboren. Er war das einzige Kind des Pastors, späteren Journalisten und Reichstagsabgeordneten Heinrich Engel (1834–1911) und seiner Frau Ida Karoline Haas (1840–1889), die kurz nach der Geburt an schwerem Gelenkrheumatismus erkrankte und bis zu ihrem frühen Tod leidend blieb. Von 1868 bis 1873 lebte die Familie in Gelnhaar, wo der Vater als Pfarrer arbeitete. Schon hier schrieb er Artikel für verschiedene christlich–konservative Zeitungen, bis er 1873 zum Chefredakteur der Zeitung Der Reichsbote in Berlin berufen wurde. In Berlin besuchte Engel zuerst die Döbbelinsche Höhere Knabenschule, bis er 1877 auf das Joachimsthalsche Gymnasium wechselte. Da hier der schulische Erfolg ausblieb, ging er ab 1884 auf ein Internat in Goslar, verließ dieses aber 1886 ohne Abschluss.

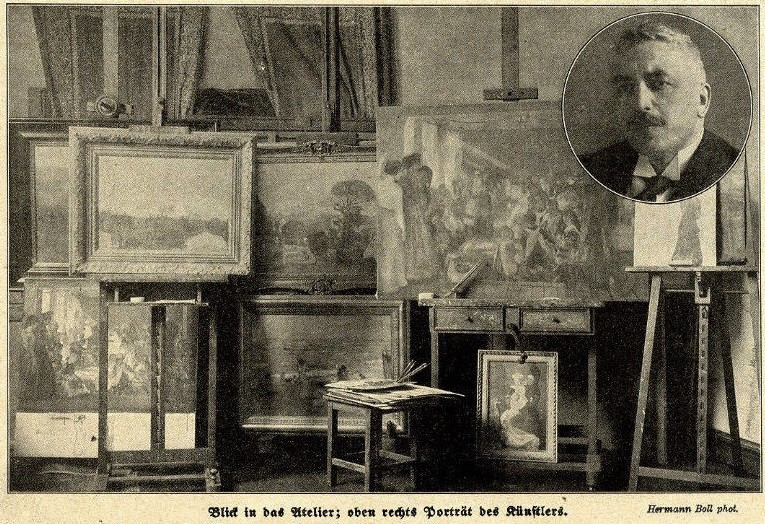
Blick in das Berliner Atelier von Otto H. Engel, Zeitungsbericht (1912)

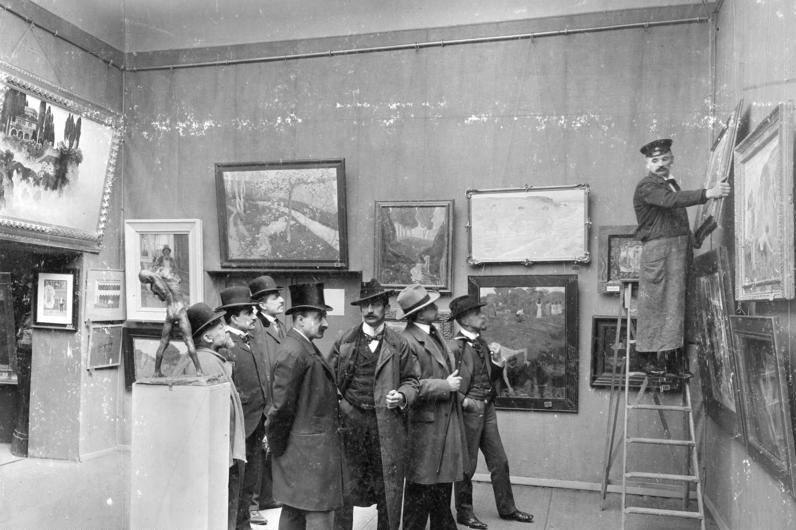
Bundesarchiv Bild 183-1986-0718-502, Berlin, Vorbereitung Sezession-Ausstellung

Seine akademische Ausbildung zum Kunstmaler begann er 1886 nach bestandener Aufnahmeprüfung an der neu gegründeten Hochschule für die bildenden Künste in Berlin, deren Direktor seit 1875 Anton von Werner war. 1890 folgte dann der Wechsel nach Karlsruhe an die Großherzoglich Badische Kunstschule, wo er die Malklasse von Caspar Ritter besuchte. Freundschaftlich verkehrte er in den nächsten Jahren mit seinen Kommilitonen Robert Grabbert und Ernst Eitner aus Hamburg, Wilhelm Schulz aus Lüneburg und Georg Burmester aus Kiel. 1891 zog es Engel nach München an die Akademie der Bildenden Künste, wo sein Lehrer Paul Hoecker maßgeblichen Einfluss auf seine weitere Entwicklung als Künstler nahm. Auch nach dem Abschluss des Studiums blieben beide in engem Kontakt.

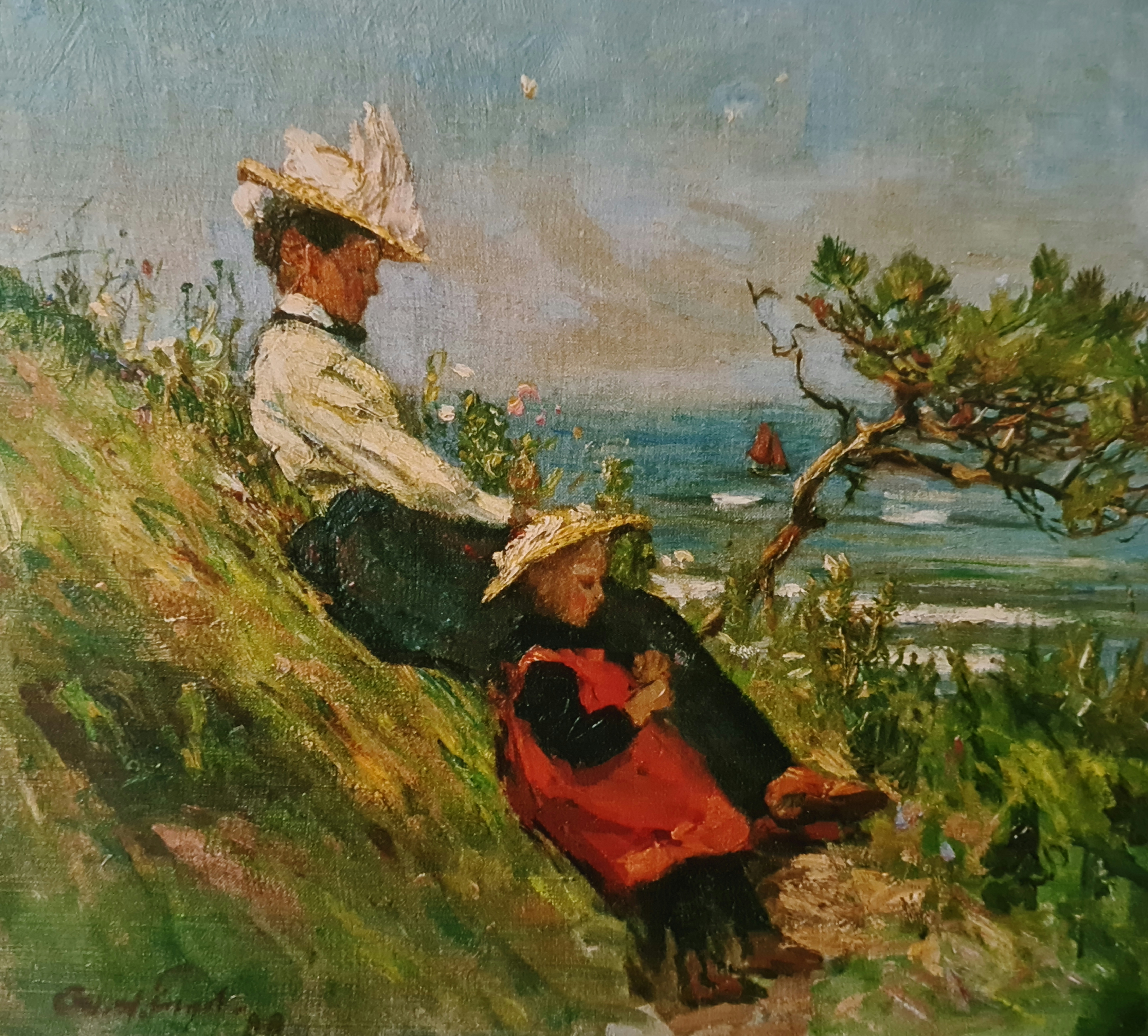
Olga Engel und Tochter Ida auf der hohen Küste, Neuendorf 1900, Öl auf Leinwand, 36 × 40 cm, Privatbesitz

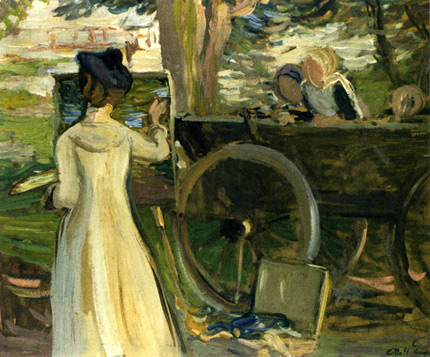
Malerin in Ekensund (Emmy Gotzmann), Ekensund 1903, Öl auf Malpappe, 45 × 54,5 cm, Museumsberg Flensburg

Ebenso bedeutend für den weiteren Weg des Künstlers war der erste Besuch 1892 in Ekensund, einem kleinen Ort am Nordufer der Flensburger Förde, der schon seit längerem in den Sommermonaten das Ziel von Kunstmalern aus Deutschland und Dänemark war und von Engel in den nächsten Jahrzehnten immer wieder aufgesucht wurde. Hier machte er Bekanntschaft mit Alexander Eckener und Wilhelm Dreesen aus Flensburg, Anton Nissen aus Tondern, Sophus Hansen aus Glücksburg und Emmy Gotzmann aus Frankfurt. Zurück in München, beendete er sein Studium, bezog ein Atelier in Schwabing und etablierte sich als Künstler. Er wurde Mitglied des Kunstvereins und trat der Münchner Secession bei (Austritt 1895).
Bevor er Ende des Jahres 1896 nach Berlin zog, heiratete er im April seine aus Immenstadt im Allgäu stammende Verlobte Anna Maria Wölfle, genannt Olga (1869–1927). Das Paar bekam in den nächsten Jahren vier Kinder: Ida (* 1897), Heinrich, der von der Familie Heinz genannt wurde (* 1898), Annemarie (* 1900) und Otto (* 1903). Die folgenden Jahre bis zum Ausbruch des Ersten Weltkrieges, den er während des jährlichen Studienaufenthaltes auf Föhr erlebte, waren für Engel die erfolgreichsten. 1904 war er als Angehöriger der Berliner Sektion der Allgemeinen Deutschen Kunstgenossenschaft mit drei Ölgemälden und mehreren Graphiken auf der Ausstellung deutscher Kunst im Rahmen der Weltausstellung in St. Louis vertreten. Er wurde 1906 Mitglied der Königlichen Akademie der Künste, 1908 zum Honorarprofessor berufen und stellte regelmäßig auf der Großen Berliner Kunstausstellung aus.

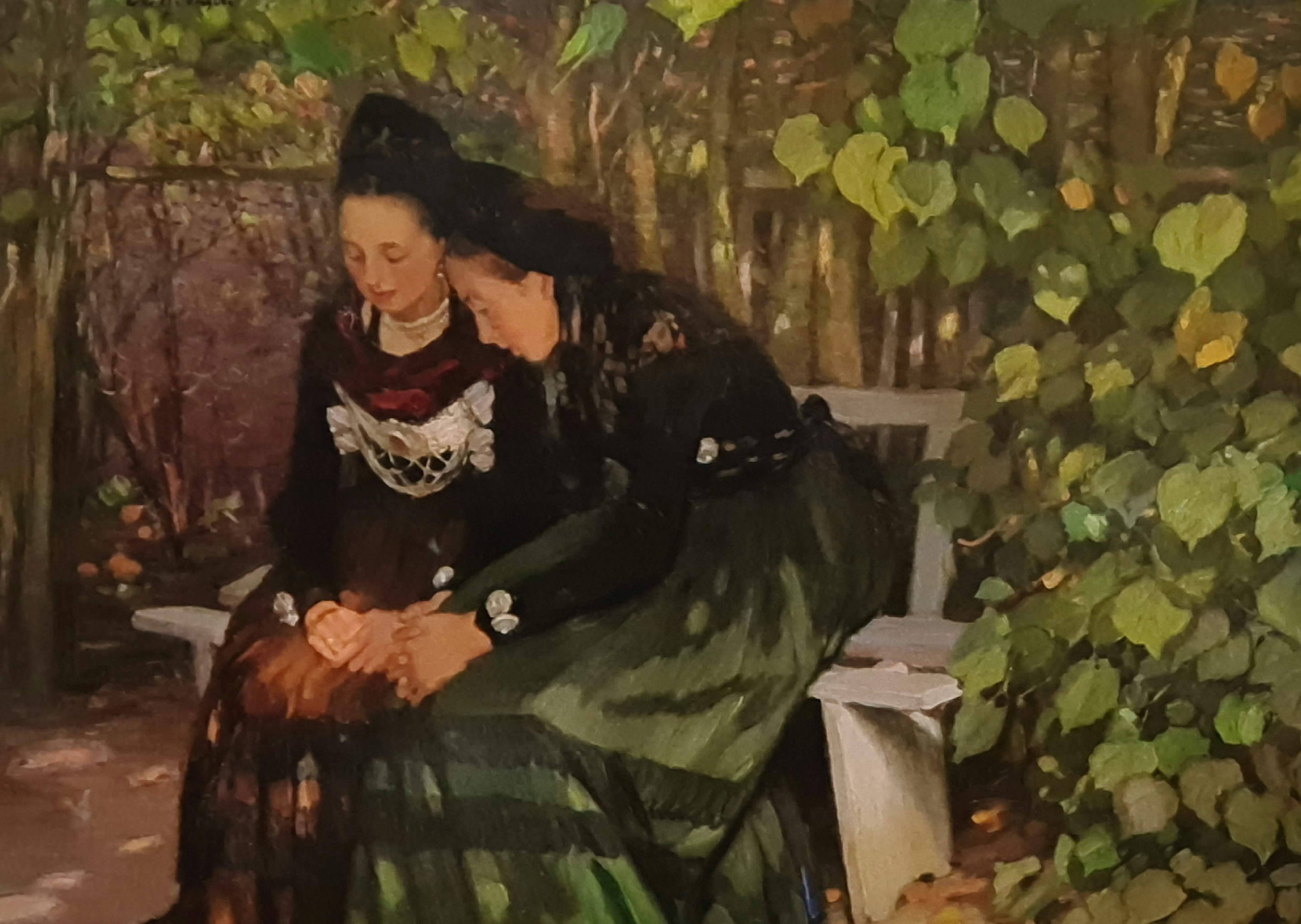
Im Schatten der Laube (Ella und Marie Olufs), Alkersum 1904, Öl auf Holz, 69 × 91 cm, Privatbesitz

In den 1920er Jahren wurden auch für Engel die wirtschaftlichen Probleme immer bedrückender. Weite Teile des Bürgertums verarmten, und Engel verlor immer mehr Käufer seiner Werke. Hinzu kam, dass er den gewohnten Motiven und der erlernten Malweise verhaftet blieb; den neuen künstlerischen Strömungen verschloss er sich und konnte auch deshalb keine neuen Käuferschichten erschließen. Er verlegte sich immer mehr auf die Porträtmalerei und arbeitete als Buchillustrator. So fertigte er Lithographien zu den Romanen Soll und Haben und Die verlorene Handschrift von Gustav Freytag, zu Gottfried Kellers Der grüne Heinrich und Georg Engels Hann Klüth, der Philosoph an. Und für den 159. Band der Volksbücher aus dem Velhagen-&-Klasing-Verlag mit dem Titel Potsdam von Gustaf von Dickhuth–Harrach steuerte Engel das farbige Umschlagbild des Schlosses Sanssouci und 48 weitere Federzeichnungen bei.
Um der wirtschaftlichen Situation und den zunehmenden politischen Unruhen in Berlin zu entgehen, zog er 1933 alleine – seine Frau war 1927 an den Spätfolgen der Spanischen Grippe gestorben – nach Glücksburg. Zurückgezogen verbrachte Engel die nächsten Jahre an der Flensburger Förde und hielt nur Kontakt zu Freunden und Kollegen, zu denen auch Hans Holtorf aus Friedrichstadt und Albert Johannsen aus Husum gehörten.
Am 10. September 1937 beantragte Engel die Aufnahme in die NSDAP und wurde rückwirkend zum 1. Mai desselben Jahres aufgenommen (Mitgliedsnummer 4.665.593). Bei einem Aufenthalt in Glücksburg 1938 kaufte Joseph Goebbels zwei Bilder des Malers (Friesin auf der Gartenbank, 1901, Öl auf Leinwand und Fördelandschaft mit Ochseninseln, 1936, Öl auf Leinwand – beide Bilder sind verschollen), und im Jahr 1941 wurde ihm anlässlich seines 75. Geburtstages die Goethe-Medaille für Kunst und Wissenschaft verliehen, in Würdigung seiner Verdienste um die künstlerische Darstellung der Landschaft und der Menschen der deutschen Wasserkante. Engel schuf 1934 ein erstes Porträt Adolf Hitlers (Der Führer ruft, 1934, Öl auf Leinwand), dem später noch ein weiteres als Auftragsarbeit folgte (Porträt des Führers Adolf Hitler, 1941, Öl auf Leinwand – beide Werke wurden bei Kriegsende vernichtet). Er war außerdem mit dem Ölgemälde Flaches Land im Sonnenglanz auf der Großen Deutschen Kunstausstellung 1942 in München vertreten und stand auf der im August 1944 erstellten Gottbegnadeten-Liste des Reichsministeriums für Volksaufklärung und Propaganda. Angesichts des hohen Alters war die damit verbundene Freistellung vom Kriegsdienst symbolischer Natur.
Von einem Schlaganfall im Jahr 1944 erholte er sich körperlich nicht mehr, und er verstarb mit 82 Jahren am 30. Januar 1949 in Glücksburg. Dort befindet sich auch bis heute das Grab der Familie. In Erbach und Flensburg sind Straßen nach dem Künstler benannt worden.

## Werk

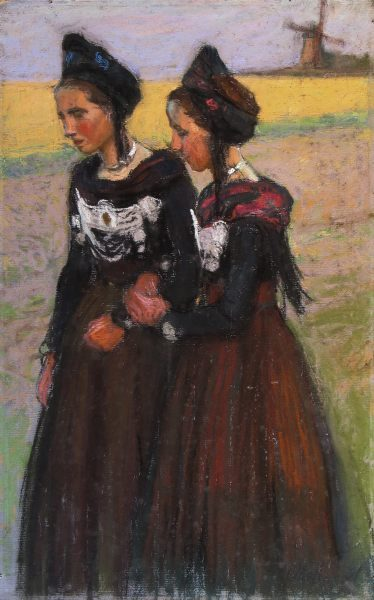
Friesinnen Arm in Arm (Regina und Ella), Alkersum 1903, Pastell, 47,5 × 30 cm, NordseeMuseum Husum – Nissenhaus

Engel gilt als einer der Wegbereiter einer avantgardistisch-modernen Malerei in Deutschland. Er war 1898 neben Walter Leistikow, Ludwig Dettmann, Oskar Frenzel, Curt Herrmann, Fritz Klimsch und Max Liebermann eines der Gründungsmitglieder der Berliner Secession, welche die Abkehr von der akademischen Malerei propagierte. Engels Engagement für diese künstlerische Emanzipationsbewegung beschränkte sich aber im Wesentlichen auf die Anfangsjahre, und er verließ 1902 die Gruppe und schloss sich wieder dem Verein Berliner Künstler an.
Zwischen 1901 und 1914 charakterisieren ihn hauptsächlich seine jährlichen Sommeraufenthalte auf der Nordseeinsel Föhr, welche von einer regen Maltätigkeit begleitet wurden. Auf Empfehlung des langjährigen Freundes Hans Peter Feddersen wohnte er im Gasthof von Grethjen Hayen in Alkersum. Der Gasthof gehört heute zum Gebäudekomplex des Museums Kunst der Westküste. Engels Föhr-Bilder thematisieren vorwiegend in lokale Trachten gekleidete Mädchen im Kontext mit Landschaftsausschnitten. Durch einen direkten, pastosen Farbauftrag gelang es Engel, Stimmungen eines Augenblickes schnell einzufangen und diese in ihrer Flüchtigkeit mit den Mitteln der Malerei selbst zu dokumentieren. Bis heute gilt Otto Heinrich Engel als der Maler der Insel Föhr, ihrer Landschaft und Menschen.

„Obwohl ich kein Schleswig–Holsteiner bin, so habe ich doch Land und Leute [...] lieben gelernt, und ich glaube, daß in meinen Bildern diese echte Liebe mitgewirkt hat und aus ihnen zu spüren ist.“

1902 erhielt er auf der Großen Berliner Kunstausstellung eine Kleine Goldmedaille und 1908 eine Große.

## Werke (Auswahl)

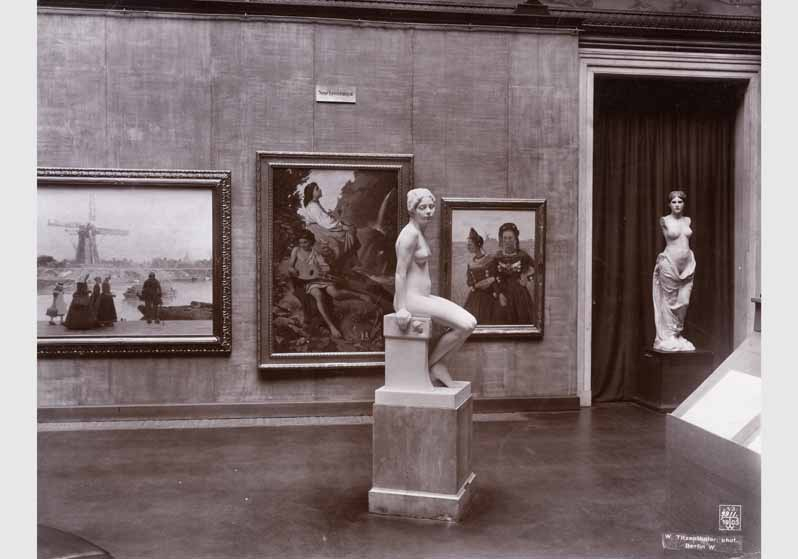
Blick in die Ausstellung der Nationalgalerie, 2. Cornelius Saal (1903), Otto Heinrich Engel Friesische Mädchen (rechts im Bild)

- 1889: Alte Weiden (Link zum Bild)
- 1890: Junge im Boot (Link zum Bild)
- 1892: Fischerhäuser bei sinkender Sonne (Link zum Bild)
- 1893: Im Fischerhaus (Link zum Bild)
- 1894: Kinderbegräbnis in der Oberpfalz (Link zum Bild)
- 1894: Fischer bei den Netzen (Link zum Bild)
- 1894: Seilerbahn (Link zum Bild)
- 1895: Treppe zum Kloster Fiesole (Link zum Bild)
- 1898: Pilkende Jungens (Link zum Bild)
- 1899: Spaziergang am Lido (Link zum Bild)
- 1900: Fischer von Lagmai (Ekensund) (Link zum Bild)
- 1900: Trüber Tag im Hafen Ekensund (Link zum Bild)
- 1901: Abends beim Dorschangeln (Link zum Bild)
- 1902: Studie zum Bild „Festtagsmorgen“ (Link zum Bild)
- 1903: Am Festtagsmorgen (Link zum Bild)
- 1904: Friesin im Winde stehend (Ella Olufs) (Link zum Bild)
- 1904: Friesische Braut (Link zum Bild)
- 1904: Reifende Ähren (Link zum Bild)
- 1904: Friesenhaus in der Nachmittagssonne (Link zum Bild)
- 1906: Friesische Stube (Link zum Bild)
- 1906: Drei Friesinnen unter der Linde (Link zum Bild)
- 1907: Einholung der Braut I (Link zum Bild)
- 1909: Kinderfest auf Föhr I (Link zum Bild)
- 1910: Vor dem Spiegel (Käthe Lorenzen) (Link zum Bild)
- 1911: Strandleben am Abend (Link zum Bild)
- 1919: Dorfgasse in Alkersum I (Link zum Bild)
- 1921: Der letzte Dampfer (Link zum Bild)
- 1922: Beim Schiffsmakler (Link zum Bild)
- 1924: Nach der Trauung (Link zum Bild)

## Ausstellungen (Auswahl)
Otto Heinrich Engel präsentierte seine Gemälde über Jahrzehnte im Rahmen großer kollektiver Ausstellungen. Er beteiligte sich an den Präsentationen der Münchener und später der Berliner Secession und nahm regelmäßig an der Großen Berliner Kunstausstellung teil. So im Jahr 1906 (auch in der Funktion als Vertreter in der Aufnahme– und Anordnungs–Kommission), 1907 als Ausstellungsleiter mit eigenen Bildern und im Jahr 1909 allein mit 25 Werken (Position 1561 bis 1585). 1910 zeigte er hier sein Ölgemälde Mutter und Kind (Position 2066) und 1911 die Friesische Stube (Position 1871), die sich heute im Besitz des Museums Kunst der Westküste befindet.
1908 lud ihn Paul Cassirer ein, 17 Gemälde zusammen mit Werken von Max Liebermann, Alexej von Jawlensky, Theo von Brockhusen und Max Slevogt in seinem Kunstsalon in Berlin auszustellen. Erst später kam es zu Werkschauen des Künstlers, oft im Zusammenhang mit seinen Geburtstagen:
- Otto H. Engel zum 60. Geburtstag – Präsentation des Gesamtwerkes (86 Ölgemälde) im Kunstgewerbemuseum der Stadt Flensburg und später in der Kunsthalle zu Kiel, 1926[38]
- Otto H. Engel zum 75. Geburtstag – Einzelausstellung mit 110 Werken im Grenzlandmuseum der Stadt Flensburg, 1941[39]
- Otto H. Engel zum 80. Geburtstag – Einzelausstellung im Nissenhaus in Husum, 1946[40]
- Otto H. Engel zum 100. Geburtstag – Retrospektive zum Leben und Werk im Städtischen Museum in Flensburg, 1966
- Otto H. Engel. Ein Künstlerleben um 1900 zwischen Berlin und Schleswig–Holstein – Museumsberg Flensburg, 1990
- Ekensund. Künstlerkolonie am Nordufer der Flensburger Förde – Museumsberg Flensburg, 2000
- Föhr, Amrum und die Halligen in der Kunst – Museumsberg Flensburg und gleichzeitig im Schloss vor Husum und im Friesenmuseum, 2003
- Otto Heinrich Engel. Der Maler von Föhr – Einzelausstellung im Museum Kunst der Westküste, Föhr, 2014[41]
- Egernsund. Die vergessene Künstlerkolonie – Kunstmuseum Brundlund Slot, 2016[42]
- Einfach malerisch. Künstlerkolonie Ekensund – Museum Heikendorf, 2022[43]

## Literatur

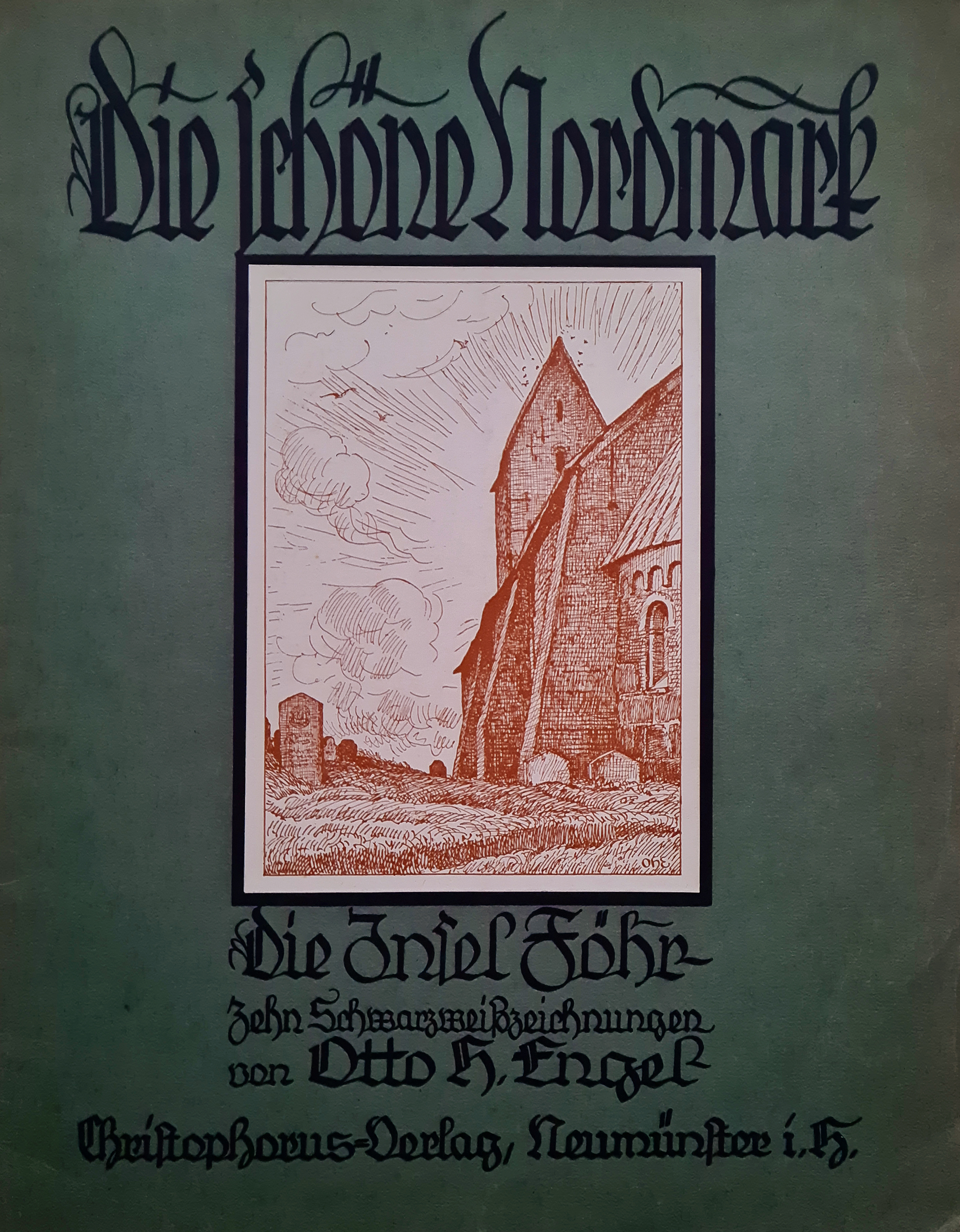
Die schöne Nordmark. Die Insel Föhr. Zehn Schwarzweißzeichnungen von Otto H. Engel. Christophorus Verlag, Neumünster 1926.

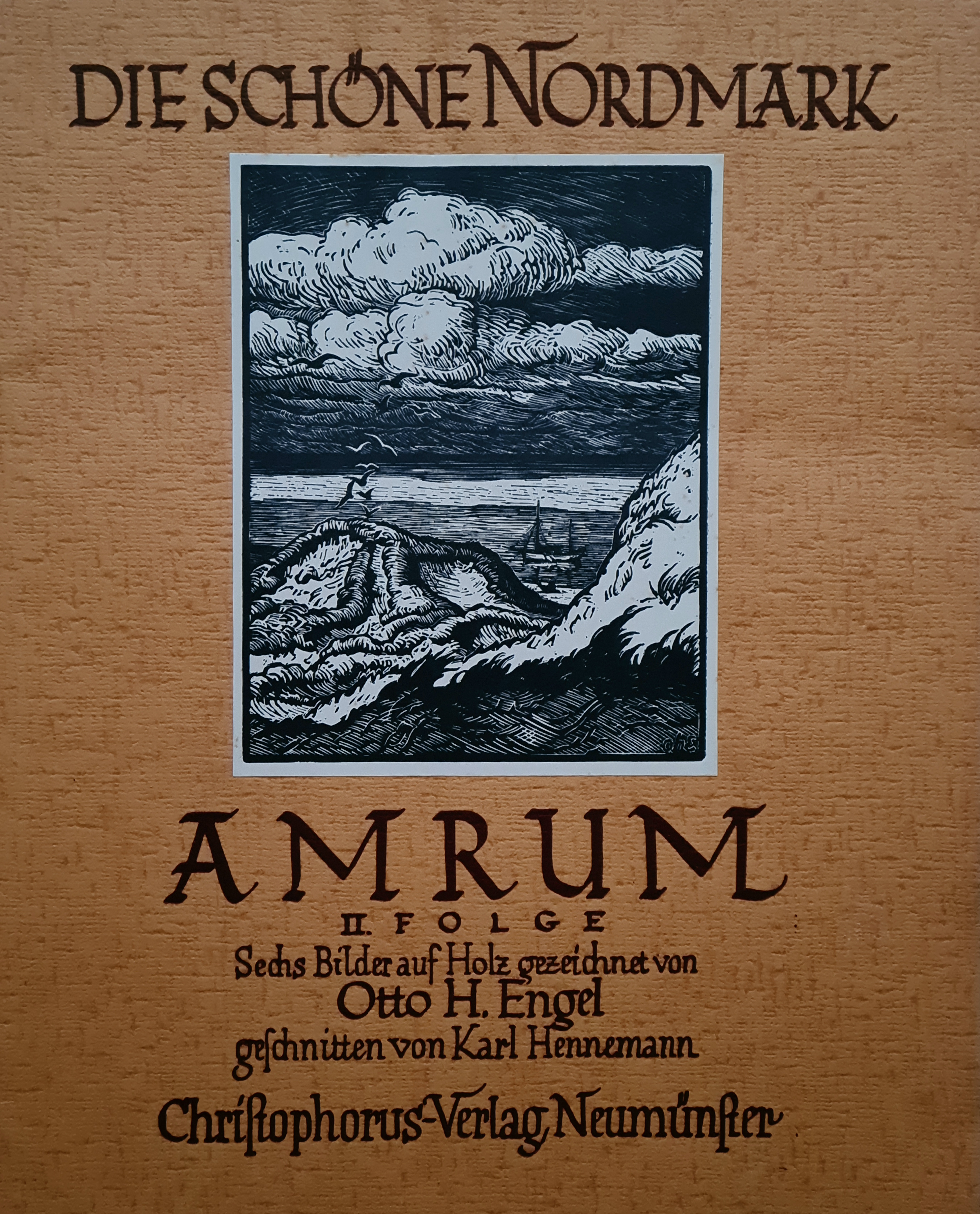
Die schöne Nordmark (II. Folge). Amrum. Sechs Bilder auf Holz gezeichnet von Otto H. Engel, geschnitten von Karl Hennemann. Christophorus Verlag, Neumünster o. J.

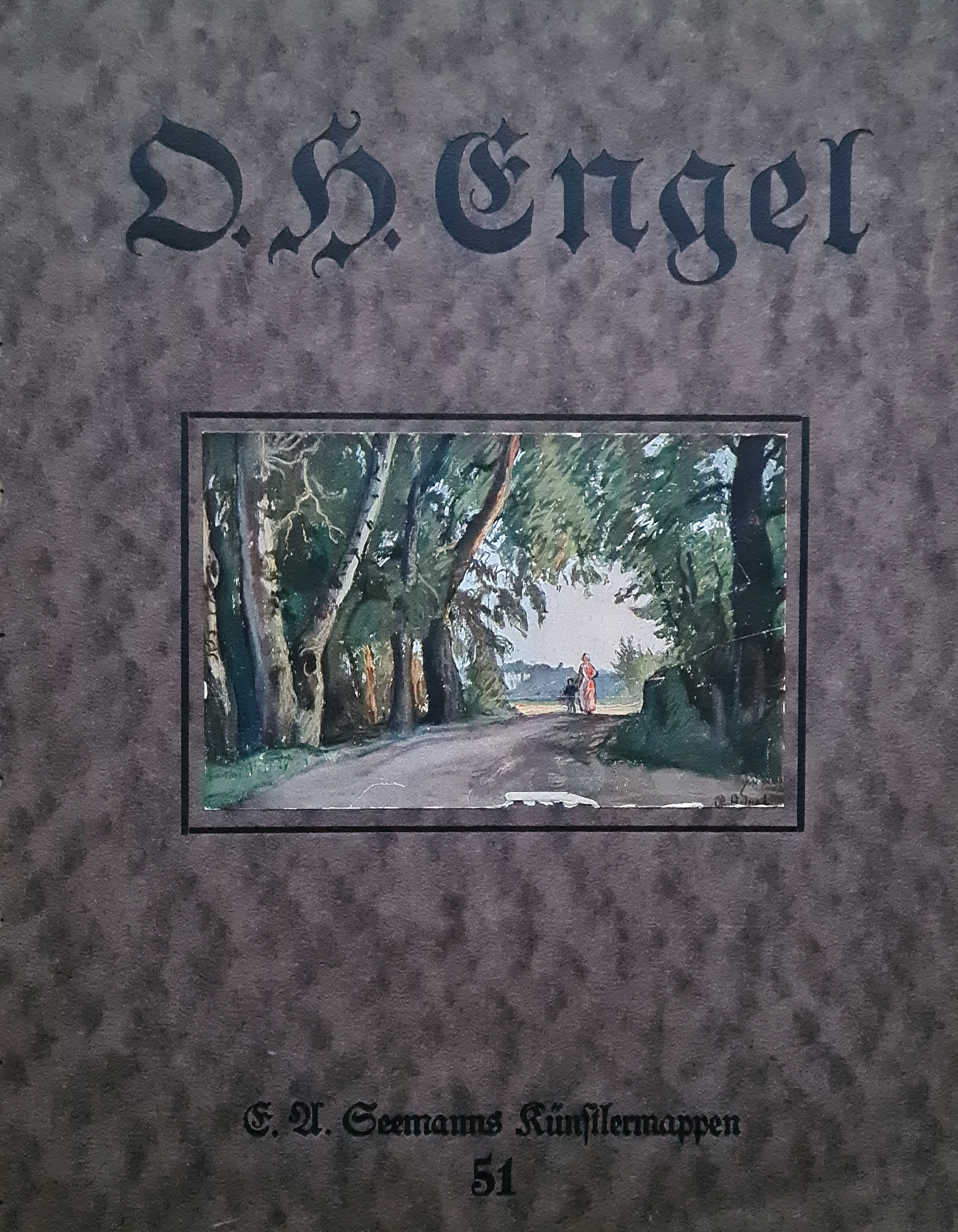
Otto H. Engel. Farbige Wiedergaben nach acht Gemälden seiner Hand. Seemanns Künstlermappen 51, Leipzig o. J